# Mairano
Mairano ist eine norditalienische Gemeinde (comune) mit 3477 Einwohnern (Stand 31. Dezember 2023) in der Provinz Brescia in der Lombardei. Die Gemeinde liegt etwa 16,5 Kilometer südwestlich von Brescia in der Brescianer Tiefebene.